# Convenio sobre trabajadores domésticos
El Convenio sobre las trabajadoras o los trabajadores domésticos, o Convenio sobre el trabajo decente para las trabajadoras y los trabajadores domésticos, ha establecido normas laborales para los trabajadores domésticos. Se trata del convenio 189 de la OIT y fue adoptado históricamente durante la 100.ª reunión de la Organización Internacional del Trabajo el 16 de junio de 2011. Se estima que hay entre 53 hasta 100 millones de trabajadores domésticos en todo el mundo, si bien en muchos casos se trata de trabajo en forma subterránea.

## Derechos
Los principales derechos que reciben los trabajadores domésticos son varios, entre ellos: horas de descanso diarias y semanales (por lo menos 24 horas), derecho a un salario mínimo y a elegir el lugar donde viven y pasan sus vacaciones. 
Los Estados Partes del Convenio deben adoptar medidas de protección contra la violencia y al cumplimiento de una edad mínima que es consistente con la edad mínima en otros tipos de empleo. Además, los trabajadores tienen derecho a una adecuada (preferentemente por escrito) información de las condiciones de empleo, que debe (en el caso de la contratación internacional) ser comunicados antes de la inmigración. Además, los trabajadores domésticos no están obligados a residir en la casa en donde trabajan, ni a quedarse en la casa durante sus vacaciones. El convenio reconoce los derechos de las trabajadoras y trabajadores domésticos a la libertad sindical y a la negociación colectiva.

## Adopción y entrada en vigor
El  convenio fue sometido a votación el 16 de junio de 2011 en la conferencia de la OIT en Ginebra. Como la OIT es una organización tripartita, para cada país, el gobierno, los empleadores y los representantes de los trabajadores tienen derecho a votar. El Convenio fue aprobado con 396 votos a favor y 16 en contra (y 63 abstenciones). Todos los estados del Golfo votaron a favor, mientras que entre las abstenciones emitidas figuró (entre otras) la del Reino Unido. A fecha de mayo de 2020 el convenio ya había sido ratificado por 29 estados.
El convenio entra en vigor un año después de su ratificación por dos países, que es el procedimiento estándar para que un convenio de la OIT entre en vigor. Las ratificaciones deben ser comunicadas al Secretario General de la OIT.

## Campañas y acciones de apoyo
En España, la ratificación del Convenio núm. 189 es una de las principales reivindicaciones de asociaciones de trabajadoras del hogar y organizaciones sindicales. En febrero de 2020, el Gobierno de España anunció que España ratificaría el Convenio sobre trabajadores domésticos con el objetivo de equiparar los derechos de este colectivo con las del resto del trabajadores.